# Аршак I (цар Іберії)
Аршак або Арсок I (груз. არშაკ I; вірм. Արշակ Ա; помер 78 до н. е.) — перший представник вірменських Арташесідів на троні Кавказької Іберії.
За багато століть грузинські історики повідомляли, ніби Аршак був сином вірменського царя, а його дружина походила з роду Фарнавазідів. Аршак був покликаний правити Іберією після загибелі в бою (під час повстання проти релігійної реформи) царя Фарнаджома (бл. 90 до н. е.).